# 바보 칠성이
"바보 칠성이"는 1961년 공개된 대한민국의 영화이다.

## 배역
- 김승호
- 김지미
- 허장강
- 조미령
- 황해
- 최남현